# Oberonia rotunda
Oberonia rotunda là một loài thực vật có hoa trong họ Lan. Loài này được Hosok. mô tả khoa học đầu tiên năm 1942.